# Villalobos (Jaén)
Villalobos es una aldea situada en el municipio de Alcalá la Real, en la provincia de Jaén, Andalucía (España). Tiene una población de 74 habitantes (INE 2022).
La distancia con el núcleo de Alcalá la Real es de 6 kilómetros. Es la pedanía más pequeña del municipio.
Está situada al sur de la comarca Sierra Sur de Jaén, limitando al norte con Alcalá la Real, al sur con el término de Ermita Nueva, al este con tierras de Santa Ana y al oeste con el término de La Pedriza.

## Descripción
Se accede por la carretera comarcal IV 2243 partiendo de Alcalá. También por la Pedriza, Puente la Peña, Verdugo, Conejeros, por un camino de Ermita Nueva y por el Camino de Íllora.
Se encuentra una altitud de unos 880 m sobre el nivel del mar, aunque tiene otros parajes con mayor altura, como son El Cerro del Tablero, a 991 m, El Veneroso, a 1068 m y El Camello a 1204 m.
De Norte a Sur, la atraviesa el Camino Real serpenteando colinas. Discurre entre Alcalá, la Fuente de la Zarza y nos lleva a Íllora (Granada).
Su población en 2022 es de 74 habitantes, de los cuales 42 son varones y 32 son mujeres. En 1860, cuando formaba parte del partido de campo de Cantera Blanca junto a la aldea de la Pedriza, que tuvo su asentamiento anterior en el poblado de Nubes, hoy Fuente Nubes, era el más poblado del término municipal de Alcalá la Real.
La aldea está atravesada por el arroyo Palancares, cuyas aguas abastecen las tierras de secano y regadío que se dan en su entorno, y divide a la misma en dos zonas.
Sus tierras de cultivo a lo largo y ancho de los márgenes del arroyo Palancares y de su afluente El Gatunar, que desemboca en el paraje conocido como Junta de los Ríos, es el lugar donde brota el desagüe del acuífero más importante de la aldea.
A ambos márgenes del arroyo Palancares transcurre una amplia vega y numerosas viviendas, llegando a tener unas trescientas sobre los años sesenta, diseminadas por su término, entre cortijos, casas obreras y algunas chozas.
A lo largo del margen izquierdo del río es donde más ha crecido la aldea, encontrándose ubicada la Escuela-Iglesia y la mayoría de las viviendas de nueva construcción. Constituye el Villalobos moderno que está en la zona norte.
En otras épocas los habitantes han sobrevivido de la caza, de la ganadería, pastoreando y de la agricultura. Actualmente la agricultura es la principal fuente de riqueza, con el cultivo del olivar fundamentalmente, el cerezo, la patata, algo de cereal, vid y leguminosas. También se desarrolla la actividad ganadera.

## Origen
Su nombre proviene de una zona donde tenía la casa rural el regidor y cobrador de impuestos, Juan de Villalobos, en el siglo XVII, ubicada sobre un montículo, desde donde se contemplaban las extinguidas camadas de lobos que bajaban de la montaña por la cañada para refrescar sus gargantas en el arroyo.

## Fiestas
Desde tiempos atrás se ha ido venerando la imagen de la Santísima Virgen de Fátima, patrona de esta aldea. En honor a ella, la fiesta principal de la aldea acontece el día 13 de mayo, en el mes de las Flores, haciéndose coincidir con el sábado más próximo a esta fecha.
La celebración consiste en la salida de la procesión de la virgen, una misa y una ofrenda floral. A su vez, tiene lugar un almuerzo típico en la plaza del pueblo y a continuación se realiza la verbena popular, congregando a la totalidad de sus habitantes y a muchos de aquellos que un día lo fueron pero acabaron emigrando.

## Política
Para representar la voz de sus habitantes y como mensajero del poder establecido, nace una figura política, “el Alcalde Pedáneo”, nombrado por los poderes públicos. 
Desde principios de siglo hasta finales del siglo XX, existiendo los gobiernos y las elecciones democráticas, eran los alcaldes del municipio quienes elegían entre las personas de su confianza al que iba a ser representante de la aldea.
Es en la última década del siglo XX cuando por decisión del Regidor municipal, el alcalde es elegido por los propios aldeanos entre los voluntarios presentados a candidatos. 
En los tiempos de la dictadura de Primo de Rivera, ejercía como alcalde Juan de Mata; en la República, Cervera; posteriormente, finalizada la guerra civil, es nombrado Francisco García, permaneciendo hasta los años sesenta, siendo sustituido por Pedro Ureña.
Con la llegada de las primeras elecciones democráticas fue nombrado alcalde Domingo Nieto Carrillo, que permaneció representando a la aldea hasta el año 2001 y cuya labor fue ejemplar en la lucha por el progreso de la pedanía, destacando el logro del asfaltado de calles y carretera, el local social, el alumbrado público, el teléfono, la red de abastecimiento de agua potable y la red de saneamiento a las viviendas.
Posteriormente surgen otros candidatos de generaciones emergentes.